# Бистра (област Силистра)
 За другото българско село вижте Бистра (Област Търговище).  
Бистра (по-рано Акбунар) е село в Североизточна България. То се намира в община Алфатар, област Силистра.

## География
Бистра е село в Силистренска област, община Алфатар. Бистра се намира на 17 км от Алфатар, на 37 км от Силистра. Населението на селото е 425 души (1 февруари 2011 г. НСИ).